# Margaret Ferrier
Margaret Ferrier, née le 10 septembre 1960 à Glasgow, est une femme politique du Parti national écossais.
Élue pour la première fois comme députée de Rutherglen et de Hamilton-Ouest en 2015, elle perd de justesse son siège au profit de Ged Killen du Parti travailliste lors des élections anticipées de 2017, mais le regagne lors des élections générales de 2019. Après avoir enfreint les règles de confinement pendant l'épidémie de Covid-19, elle est radiée du parti, et siège comme indépendante. Elle finalement perd son siège de députée le 1er août 2023, une pétition de rappel ayant réuni le nombre de signatures nécessaire.

## Biographie
Elle est née et grandit dans le quartier de King's Park à Glasgow, fréquentant l'école secondaire Holyrood. Après avoir vécu avec sa famille à Majorque pendant deux ans, elle déménage à Rutherglen de 1972 à 1990, puis réside à Darnley. Elle vit dans le district de Halfway à Cambuslang depuis 2000, où elle rejoint la branche Rutherglen du SNP en 2011 (dans sa jeunesse, elle est membre du Parti travailliste écossais). 
Avant son élection au Parlement, elle est superviseure des ventes commerciales pour une entreprise de construction manufacturière à Motherwell. 
Avant son élection à Westminster, elle a précédemment été candidate (battue) au quartier Rutherglen South du South Lanarkshire Council lors d'une élection partielle de 2013 (à la suite du décès d'Anne Higgins). 
Elle est députée de Rutherglen et Hamilton West après avoir remporté le siège aux élections générales de 2015 au Royaume-Uni, ; elle obtient 30.279 voix. Elle est la première femme députée, et la première pour le SNP, à être élue dans la partie Rutherglen / Cambuslang de la circonscription où son prédécesseur, Winnie Ewing a auparavant servi une courte période en tant que représentant de la circonscription d'origine de Hamilton pour le même parti.
Elle perd de peu le siège lors des élections générales de 2017 face à Gerard Killen du Parti travailliste écossais par 265 voix,. Elle est de nouveau sélectionnée comme candidate du SNP pour le siège aux élections de 2019, où elle bat Killen avec une majorité de 5 240 voix .
Suspendue par son parti en 2020, elle siège comme indépendante et est sanctionnée par le Parlement en 2023, avec une suspension de 30 jours, pour avoir enfreint les règles de confinement pendant l'épidémie de Covid-19. Cela ouvre une procédure de recall, qui aboutit le 1er août 2023 à sa démission d'office et à l'organisation d'une élection partielle.